# Oreodera noguerai
Oreodera noguerai là một loài bọ cánh cứng trong họ Cerambycidae.